# Cerapachys punctatissimus
Cerapachys punctatissimus é uma espécie de formiga do gênero Cerapachys.